# Botev Plovdiv
Botev Plovdiv (Bulgaars: ПФК Ботев Пловдив) is een voetbalclub uit Bulgarije. De club is de oudste van het land en werd genoemd naar een Bulgaarse nationale held uit de 19de eeuw, Christo Botev. Ook het stadion van de club, het Christo Botevstadion, is naar hem vernoemd.
In 1929 werd de eerste landstitel binnen gehaald. De club degradeerde in 1953 en kwam een jaar later naar eerste terug. Daarbij werd de naam van de club werd veranderd in SKNA Plovdiv, al was dit maar voor één seizoen. In de jaren zestig had de club een bloeitijd met enkele top-5-noteringen. De 2de titel kwam in 1967 en de club mocht meedoen aan de Europacup I. Het Roemeense Rapid Boekarest was echter te sterk voor Plovdiv.
De club kwalificeerde zich nog verscheidene malen voor een Europees toernooi maar vloog er bijna altijd de 1ste ronde uit. In de jaren 90 ging het slechter met de club en doken financiële problemen op. In 2001 degradeerde de club voor het eerst sinds 1953 uit de hoogste klasse. Net zoals bijna 50 jaar geleden promoveerde de club na één seizoen opnieuw, maar het verblijf in 1ste was maar van korte duur. Na 2 seizoenen in de 2de klasse kon Botev Pld in 2005 opnieuw naar 1ste promoveren. In het seizoen 2009/10 eindigde Botev op de laatste plaats na financiële problemen. In de tweede helft van dat seizoen werden alle wedstrijden reglementair verloren met 3-0. Hierna moest de club op het derde niveau in de V Grupa spelen, waar ze in 2011 kampioen werd in de zuidoostelijke poule en naar de B Grupa promoveerde.
In het seizoen 2011-2012 eindigde ze op de 2e plaats in de B Grupa waarna de play-offwedstrijd voor promotie naar de A Grupa van Sportist Svoge werd gewonnen.
In het seizoen 2012-2013 eindigde ze op de 4e plaats. Nadat CSKA Sofia failliet werd verklaard, kwalificeerde Botev zich alsnog voor de eerste ronde van de Europa League.
In 2017 won Botev Plovdiv voor het eerst sinds 1981 weer eens de Bulgaarse beker.

## Erelijst
- Professional A Football Group

Winnaar: 1929, 1967
- Beker van Bulgarije

Winnaar: 1962, 1981, 2017, 2024
Finalist: 1947, 1956, 1963, 1964, 1984, 1991, 1993, 1995
- Supercup van Bulgarije

Winnaar: 2017
Finalist: 2014
- V Grupa Zuid-Oost

Winnaar: 2011
- Balkan Cup

Winnaar: 1972

## Naamsveranderingen
- 1912: oprichting als SK Botev Plovdiv
- 1951: DNV Plovdiv
- 1955: SKNA Plovdiv
- 1956: ASK Botev Plovdiv
- 1968: fusie met DFS Spartak en Akademik → AFD Trakia
- 1989: FK Botev Plovdiv

## Eindklasseringen vanaf 1949
| 1 |

| 2 |

| 10 |

| 9 |

| 11 |

| 1 |

| 10 |

| 3 |

| 8 |

| 9 |

| 8 |

| 7 |

| 3 |

| 4 |

| 2 |

| 7 |

| 12 |

| 10 |

| 1 |

| 6 |

| 6 |

| 4 |

| 5 |

| 6 |

| 9 |

| 10 |

| 10 |

| 6 |

| 11 |

| 4 |

| 8 |

| 5 |

| 3 |

| 7 |

| 3 |

| 9 |

| 3 |

| 2 |

| 3 |

| 3 |

| 4 |

| 7 |

| 5 |

| 4 |

| 3 |

| 3 |

| 3 |

| 10 |

| 5 |

| 11 |

| 13 |

| 8 |

| 13 |

| 3 |

| 12 |

| 14 |

| 2 |

| 13 |

| 10 |

| 12 |

| 13 |

| 16 |

| 1 |

| 2 |

| 4 |

| 4 |

| 6 |

| 7 |

| 8 |

| 5 |

| 6 |

| 7 |

| 10 |

| 3 |

| 10 |

| 9 |

| 6 |

| Parva Liga/A Grupa | Vtora Liga/B Grupa | Treta Liga/V AFG | A OFG Regionaal |

## In Europa
Botev Plovdiv speelt sinds 1968 in diverse Europese competities. Hieronder staan de competities en in welke seizoenen de club deelnam:
- Europacup I (2x)

1985/86, 1967/68
- Europa League (4x)

2013/14, 2014/15, 2017/18, 2024/25
- Conference League (2x)

2022/23, 2024/25
- Europacup II (3x)

1981/82, 1984/85, 1962/63
- UEFA Cup (7x)

1978/79, 1986/87, 1987/88, 1988/89, 1992/93, 1993/94, 1995/96
- Jaarbeursstedenbeker (2x)

1968/69, 1970/71

## Bekende (oud-)spelers
- Philippe van Arnhem
- Tochukwu Nnadi
- Georgi Slavkov
- Ivan Voetsov